# Easterskar
Het Easterskar (ook: Oosterschar) is een natuurgebied van 523 hectare onder Rotsterhaule in de gemeente De Friese Meren. Naast riet en moerassig land bestaat het uit open water dat gevormd werd door petgaten en enkele zandputten. Het vrij toegankelijke gebied wordt beheerd door It Fryske Gea.
Het laagveengebied ontstond door vervening in het begin van de negentiende eeuw. Het Oosterschar werd verveend tussen 1850 en 1900. Daarna bleef een afwisselend gebied over van vrij onregelmatig vergroeven gronden, uitgeveende sloten, maar ook rechte stroken en petgaten. Na de vervening begon de verlanding. Op enkele plaatsen is nog oorspronkelijk heischraal grasland aanwezig.
In de twintigste eeuw werden ook grote delen van De Groote Sint Johannesgasterveenpolder ontgonnen. Zo werd in de jaren zestig het Westerschar ontgonnen. Plannen voor ontginning van het Oosterschar zijn toen niet doorgegaan. Eind jaren tachtig en begin jaren negentig is werd de verdroging gestopt en verbeterde de waterkwaliteit in het gebied. Hierdoor keerden oorspronkelijke waterplanten als fonteinkruid en de Noordelijke waterlelie terug.
Aeltsjemar
· De Alde Feanen
· Bakkeveense Duinen
· Bancopolder
· Bekhofschaans
· Bjirmen
· Blauhúster Puollen
· Bocht fan Molkwar
· Botmar
· Bouwepet
· Buismans Einekoai
· Bûtenfjild
· Van Coehoornbosk
· Delleboersterheide
· Diakonieveen
· Dobbe Stienser Aldlân
· Dobben Hurdegarypsterwarren
· Dunegeaster- en Follegeasterpolder
· Dyksfearten
· Eanjumerkolken
· Easterskar
· Einekoai Piaam
· Einekoaien Lytse Geast
· De Fluezen
· Grikelân en Turkije
· Grutte Wielen
· Heide Hulstreed
· De Hon
· Huitebuersterbûtenpolder
· Joodse begraafplaats Tacozijl
· Joodse begraafplaats Noordwolde
· Kapellepôle
· Ketelermar
· Ketliker Skar
· Kobbelân
· Lendebos
· Lindevallei
· Liphústerheide
· Makkumersúdmar
· Makkumerwaarden
· Mandefjild
· Martenastate
· Meulebos
· Meulereed
· Mokkebank
· Mûntsebuorsterpolder
· Noard-Fryslân Bûtendyks
· 't Oerd
· Ottema Wiersma reservaat
· Park Huize Olterterp
· Park Jongemastate
· Peazemerlannen
· Petgatten De Feanhoop
· Polders Koarnwert
· Ringwiel
· Rysterbosk
· De Ryp
· Schaopedobbe
· Séfonsterpolder
· Sippen-finnen
· Skiedingsboskje
· Slachtedyk
· Steile Bank
· Stokersdobbe
· Sudermarpolder
· Syp Set
· Taconisbosk
· Tsjongerwâlen
· Teroelster Sipen
· Unlân fan Jelsma
· Van Asperen einekoaien
· Warkumermar
· Warkumerwaard
· 't West
· Wilhelmina-oard
· Ychtenerfeanpolder